# Distretto di Alčevs'k
Il distretto di Alčevs'k (in ucraino Алчевський район?, Alčevs'kij rajon; in russo Алчевский район?, Alčevskij rajon) è uno dei tre distretti amministrativi in cui è divisa la città di Alčevs'k. L'area del rajon è controllata dalla Repubblica Popolare di Lugansk, che continua a utilizzare le vecchie divisioni amministrative dell'Ucraina precedenti al 2020.